# Max Reger
Johann Baptist Joseph Maximilian Reger (Brand, 19 de març de 1873 - Leipzig, 11 de maig de 1916) va ser un compositor, organista, pianista i professor alemany. Va treballar com a concertista de piano, director musical a l'⁣Església de la Universitat de Leipzig, professor al Conservatori Reial de Leipzig i director musical a la cort del duc Jordi II de Saxònia-Meiningen.
Reger va compondre principalment Lieder, música de cambra, música coral i obres per a piano i orgue. Posteriorment, es va dedicar a composicions orquestrals, com les populars Variacions i Fuga sobre un tema de Mozart (1914), i a obres per a cor i orquestra com Gesang der Verklärten (1903), Der 100. Psalm (1909), Der Einsiedler i el Hebbel Requiem (tots dos de 1915).

## Biografia
Nascut a Brand, Baviera, Reger va ser el primer fill de Josef Reger, un professor d'escola i músic aficionat, i de Katharina Philomena. La devota família catòlica es va traslladar a Weiden el 1874. Max tenia només una germana, l'Emma, després que altres tres germans van morir a la infància. Quan va fer cinc anys, Reger va aprendre orgue, violí i violoncel del seu pare i piano de la seva mare. De 1884 a 1889, Reger va prendre classes de piano i orgue d'Adalbert Lindner, un dels alumnes del seu pare. Durant aquest temps, va actuar amb freqüència com a organista substitut de Lindner a l'església parroquial de la ciutat. El 1886, Reger va entrar a l'Escola Preparatòria Reial segons els desitjos dels seus pares per preparar-se per a una professió docent.
El 1888, Reger va ser convidat pel seu oncle Johann Baptist Ulrich a visitar el Festival de Bayreuth, on va escoltar les òperes de Richard Wagner Die Meistersinger von Nürnberg i Parsifal. Això va deixar una profunda impressió i va fer que Reger decidís seguir una carrera musical. A finals d'estiu d'aquell any, Reger va escriure la seva primera composició important, l'Obertura en si menor, una obra inèdita per a orquestra de 120 pàgines. Lindner va enviar la partitura a Hugo Riemann, que va respondre positivament però el va advertir de la influència de Wagner i d'escriure melodies en comptes de motius. Reger va acabar l'escola preparatòria el juny de 1889. També aquell any, va compondre un Scherzo per a quartet de corda i flauta en sol menor, un quartet de corda de tres moviments en re menor i un Largo per a violí i piano. A petició del seu pare, va enviar aquestes dues últimes obres al compositor Josef Rheinberger, professor a la Universitat de Música i Arts Escèniques de Munic, que va reconèixer el seu talent. Reger finalment va buscar una carrera musical malgrat les preocupacions del seu pare.
El 1890, Reger va començar a estudiar teoria musical amb Riemann a Sondershausen, després piano i teoria a Wiesbaden. Les primeres composicions a les quals va assignar números d'opus van ser la música de cambra i el Lieder. Com a pianista concertista, va compondre obres tant per a piano com per a orgue. La seva primera obra per a cor i piano a la qual va assignar un número d'opus va ser Drei Chöre (1892).
Reger va tornar a casa dels seus pares a Weiden a causa d'una malaltia el 1898, on va compondre la seva primera obra per a cor i orquestra, Hymne an den Gesang (Himne al cant), op. 21. A partir de 1899, va cortejar Elsa von Bercken que al principi el va rebutjar. Va compondre moltes cançons, incloent-hi els poemes d'amor Sechs Lieder, op. 35. Reger es va traslladar a Múnic el setembre de 1901, on va obtenir ofertes de concerts i on va començar el seu ràpid ascens a la fama. Durant la seva primera temporada a Múnic, Reger va participar en deu concerts com a organista, pianista de cambra i acompanyant. Els ingressos d'editorials, concerts i ensenyaments particulars li van permetre casar-se l'any 1902. Com que la seva dona Elsa era una protestant divorciada, va ser excomunicat per l'Església catòlica. Va continuar component sense interrupcions, per exemple Gesang der Verklärten, op. 71.
El 1907, Reger va ser nomenat director musical de l'⁣Església de la Universitat de Leipzig, càrrec que va ocupar fins al 1908, i professor al Conservatori Reial de Leipzig. El 1908 va començar a compondre Der 100. Psalm (El Salm 100), op. 106, una adaptació del Salm 100 per a cor mixt i orquestra, per al 350è aniversari de la Universitat de Jena. La part I es va estrenar el 31 de juliol d'aquell any. Reger va completar la composició el 1909, estrenada el 1910 simultàniament a Chemnitz i Breslau.

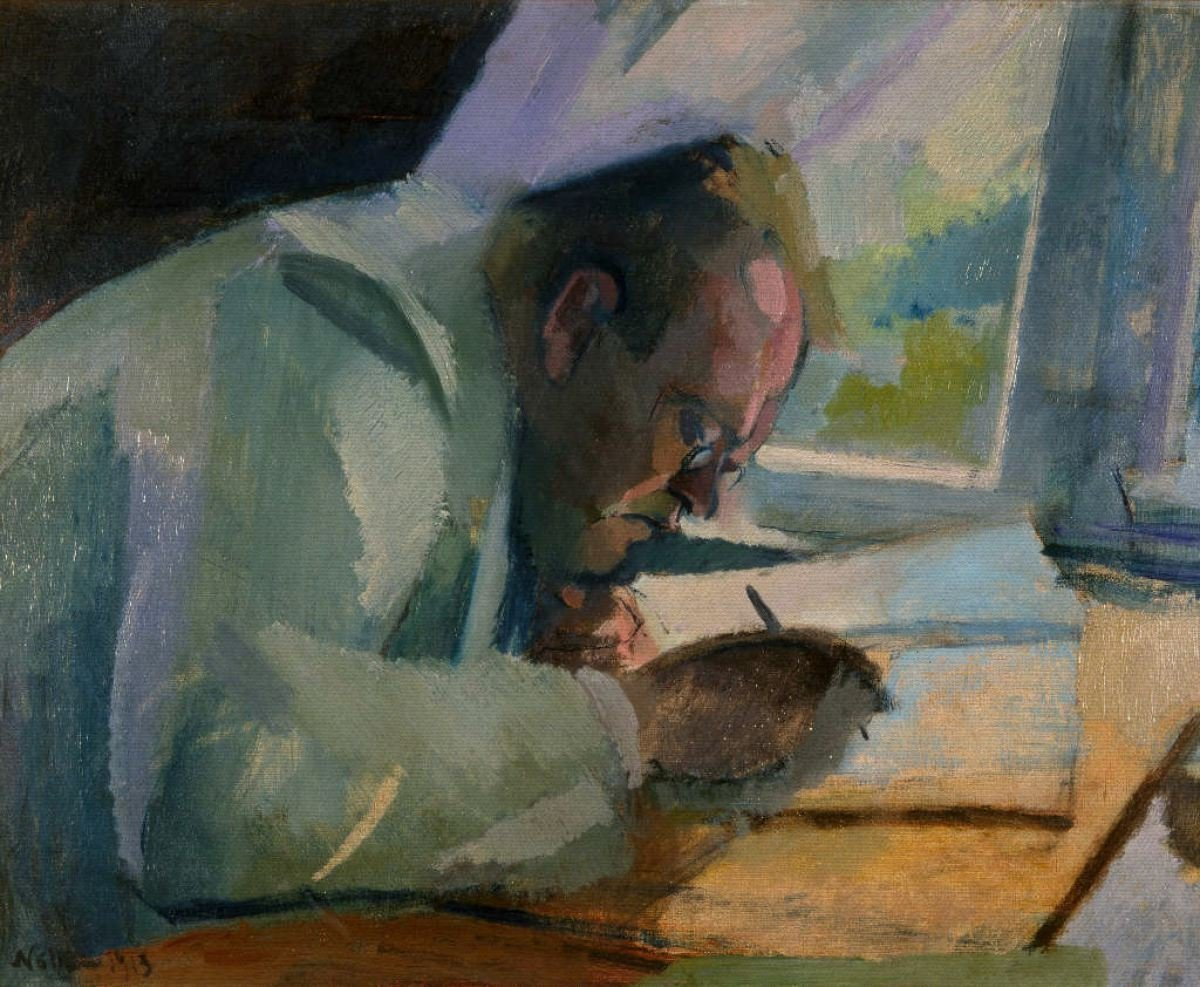
El compositor treballant, pintura de Franz Nölken, 1913

El 1911 Reger va ser nomenat Hofkapellmeister (director musical) a la cort del duc Jordi II de Saxònia-Meiningen, fent-se també càrrec de la música al Teatre de la Cort de Meiningen. Va continuar amb la seva classe magistral al conservatori de Leipzig. El 1913 va compondre quatre poemes simfònics sobre pintures d'⁣Arnold Böcklin (Vier Tongedichte nach Arnold Böcklin), incloent-hi Die Toteninsel (L'illa dels morts), com a op. 128.
Va renunciar al càrrec a la cort el 1914 per motius de salut. En resposta a la Primera Guerra Mundial, ja el 1914 planejava compondre una obra coral en commemoració dels que van perdre la vida a la guerra. Va començar a musicar el Rèquiem en llatí, però va abandonar l'obra com a fragment. Va compondre vuit motets com el Acht geistliche Gesänge für gemischten Chor (Vuit cançons sagrades, op. 138), encarnant "una nova senzillesa". L'any 1915 es va traslladar a Jena, on es va desplaçar un cop per setmana per ensenyar a Leipzig. A Jena va compondre el Rèquiem Hebbel per a solista, cor i orquestra.

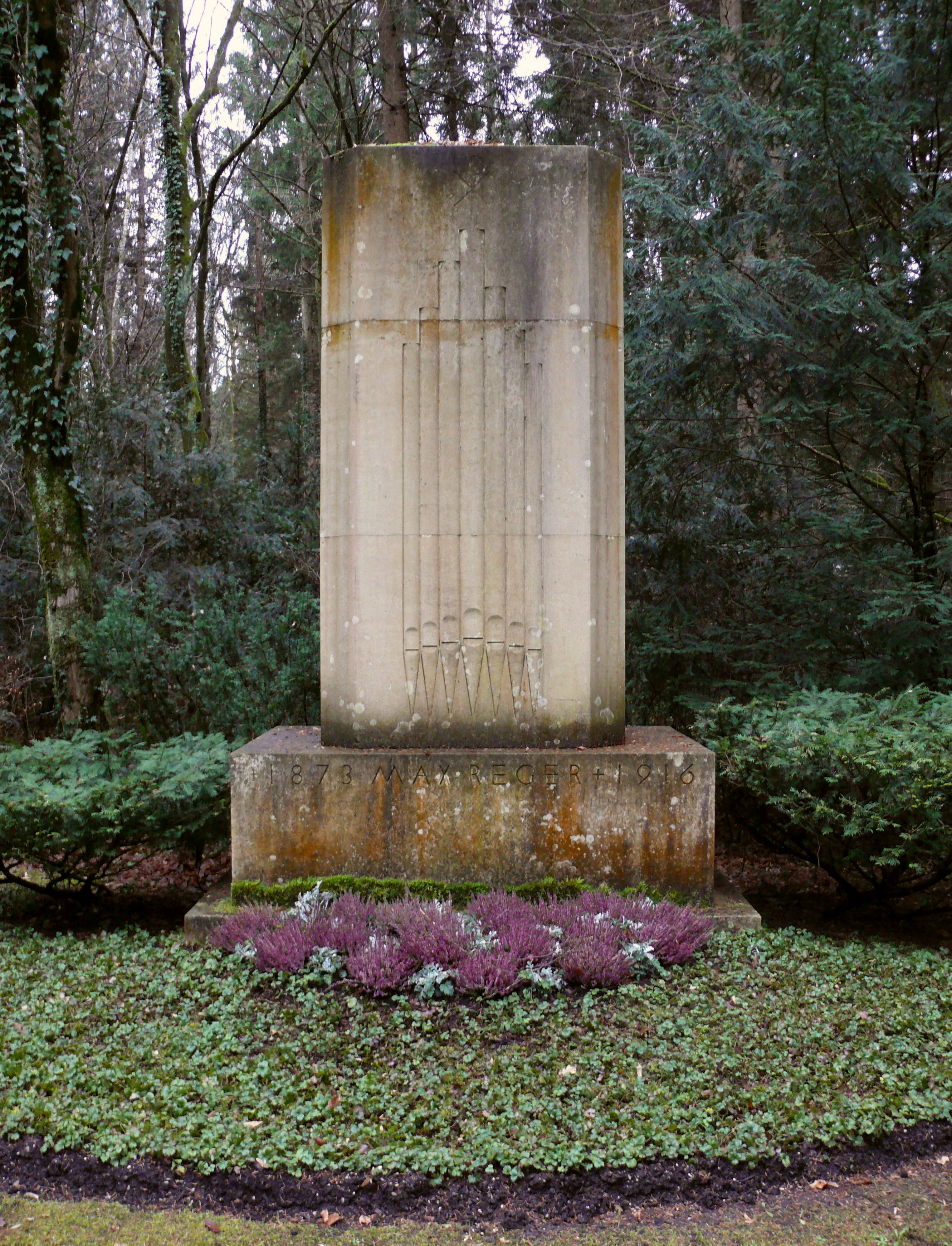
La tomba de Reger, Munich Waldfriedhof

Reger va morir d'un atac de cor mentre s'allotjava en un hotel de Leipzig l'11 de maig de 1916. Les proves d'Acht geistliche Gesänge, incloent <i>Der Mensch lebt und bestehet nur eine kleine Zeit</i>, es van trobar al costat del seu llit. Sis anys després de la mort de Reger, la seva urna funerària va ser traslladada de casa seva a Jena a un cementiri de Weimar. El 1930, per voluntat de la vídua de Reger, Elsa, les seves restes van ser traslladades a una tomba d'honor a Munic Waldfriedhof.

Reger també havia estat actiu internacionalment com a director i pianista. Entre els seus alumnes hi havia Joseph Haas, Sándor Jemnitz, Jaroslav Kvapil, Ruben Liljefors, Aarre Merikanto, Sofie Rohnstock, George Szell i Cristòfor Taltabull. Era el cosí de Hans von Koessler.

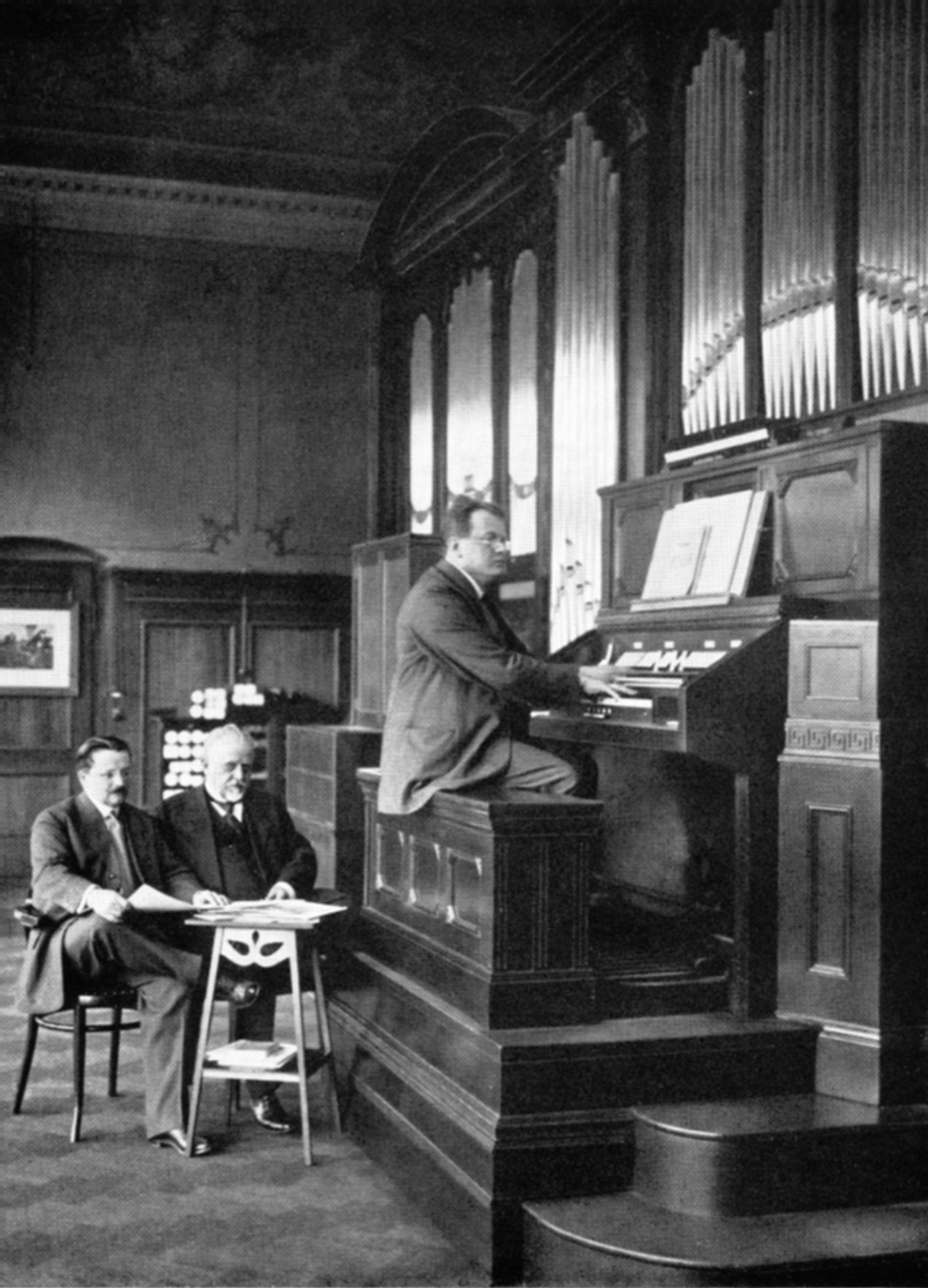
Sessió de gravació amb per a Welte-Philharmonic-Organ, 1913.

## Un romàntic culte
Malgrat ser d'una generació posterior, Reger resta estretament relacionat amb el post-romanticisme alemany de Wagner, Brahms i Wolff, en primer lloc per tenir un comú amb ells la <presa de consciència cultural del que estaven mancats els primers romàntics>, i a més per l'assídua familiaritat amb les experiències clàssiques prèvies, que li permetien compaginar la seva veneració per Beethoven amb la seva aspiració a l'ideal bachià. En aquest aspecte, Reger, ja des dels seus primers assajos artístics, sembla posar---se al costat de Busoni, per una espècie de desconfiança vers el romanticisme tardà i per la inexcusable crida del classicisme. Però, en tot cas, l'atracció del passat, la fascinació del <retorn> a l'antic, eren factors fonamentals de la ideologia romàntica; només que, en Max Reger, aquesta nostàlgia no tenia el caràcter d'esteticisme fugaç, sinó que era una acció deliberada i una adhesió sistemàtica.

Si bé és molt discutible la definició de <Bach del seu temps> que d'ell en feren diversos contemporanis, malgrat la seva mestria polifònica (la seva copiosa producció organística, efectivament, posa de manifest el conflicte, gens amagat per cert, entre el classicisme normatiu i les efusions post-romàntiques, més modernes), no és menys significativa, i li fa afí amb Busoni, la seva pròpia asseveració: 
| « | <De no haver existit Bach, jo tampoc hauria vingut al món. | » |

Volia dir que, amb arreglo a la seva doctrina, era fonamentalment un restaurador dels dos gèneres predilectes de Bach, la variació i la fuga, que apareixen amb molta freqüència, no tan sols en la seva producció organística, sinó també en la de cambra i orquestral.
Ho demostren diverses obres pianístiques, com els Sis Preludis i Fugues op. 99, les Variacions i fuga sobre un tema de Bach op. 81 (1904) i de Telemann op. 134 (1914), o les que va compondre per a dos pianos sobre un tema de Beethoven op. 86 (1904) i sobre un tema de Mozart op. 132 (1914), aquestes dues últimes transcrites per a orquestra, amb el qual formen un tríptic amb les monumentals sobre un tema de Hiller op. 100 (1907). Molts més abundants són les obres d'aquest tipus destinades a l'orgue: diverses Fantasies sobre corals antics (op. 27. 30. 40, 52) o sobre temes propis (op. 29. 773, 135), les Suites op. 16 i 92, les dues Sonates op. 33 i 60, els Preludis i fugues op. 56, els Choralvorspiele op. 79 i 135, i unes quantes més de diverses sèries de Pieces (op. 7. 47. 59. 65. 69. 80. 129 i 145), així com la Fantasia simfònica i fuga op. 57 i la Introducció, passacalle i fuga op. 127.

## Reger, la seva obra o el testimoni d'una crisi entre dos mons
És una producció gegantina, composta entre 1892 i 1916, que evidència el xoc, que arriba a cobrar caràcters dramàtics, entre dos impulsos complementaris i sincers de Reger, això és, l'ideal clàssic i les modernes tensions del post-romanticisme, sense excloure una consciència clara d'una crisi que fa el seu llenguatge abstrús, molest i problemàtic. En ell, l'arquetipus resta sotmès a un tractament rapsòdic i, a més, contradictori, a una sèrie de divagacions continues que s'insereixen a intervals en un discurs excessivament psicologista, per a tornar a projectar-se amb empentes classicistes, resultat de tot el qual és una fragmentació que presenta similituds amb l'aforisme expressionista, canviant i com armat a base de peces. Aquestes consideracions vers la música organística de Reger permeten, per extensió, descobrir els seus elements renovadors en altres branques de la seva creació, que es mantenen aliens als llocs comuns de l'habilitat contrapuntística i de l'academicisme petri.

Així, per exemple, en la seva producció de cambra (el Sextet per a corda op. 118, dos Quintets per a piano i un amb clarinet, els sis Quartets per a corda i els dos amb piano, els 6 Tríos, les 7 Sonates per a violí, les 4 per a violoncel, les 3 per a clarinet i piano, les 11 Sonates per a violí sol i les dues sèries de 3 Suites per a viola i per a violoncel sols, a banda de la seva estructura sòlida i diamantina, s'accentua el seu fragmentarisme; juntament amb certes gesticulacions ampul·loses hi bat l'anhel d'expressar una confessió insinuant i recollida, accentuada pels arcaismes, entre ells, el rerefons modal que envaeix sovint l'espès cromatisme de tota la música regeriana. Malgrat que rigorós i docte, Reger és, per tant, un compositor inquiet i complexa, això últim per haver estat capaç de preveure agosaradament el futur. Quan el seu mestre Riemann afirmava que la grandesa del seu admirat Brahms es devia precisament al seu respecte per les tradicions clàssiques, Reger el refutava enèrgicament, argüint que aquesta grandesa no es basava en l'historicisme (concepte que lligava perfectament amb el tarannà erudit de Riemann), sinó en l'originalitat i la novetat del seu art, concloent acaloradament:
| « | Marxem vers l'esquerra, fermament! | » |

La realitat és que Reger (com, per altra part, Strauss després de la seva Elektra), entre altres coses per la seva funció de "Kapellmeister" a Meiningen, i precisament per això, marxava vers la dreta, responent a la crida de Busoni en favor d'un <Nou Classicisme>, potser pel desig de recórrer, advertint dintre seu els símptomes d'un romanticisme burgès, a les ensenyances clàssiques com antídot, com una àncora de salvació contra cert decadentisme de Strauss i Mahler, que advertia com perill i com a traïció de les més autèntiques tradicions germàniques.

## Un mestre en harmonia
La clau d'aquesta dicotomia artística, aparentment irreductible es troba en una complexa elaboració harmònica de Reger; hi ha casos en els quals, encara que la música continuï lligada al llenguatge tonal, l'harmonia contínuament inestable introdueix un cromatisme sinuós i incessant en el teixit polifònic, el resultat del qual és el fluir inesgotable de modulacions i enharmonies. Cada pagina resulta així recarregada, cada melodia es retorça i esquinça, cada harmonia es desestabilitza per l'hipertrofia de la modulació, degut, entre altres coses, en emprar els modalismes antics que s'entremeten per posar en dubte els fonaments mateixos de la tonalitat, encara que sigui en una direcció totalment distinta de la de Schönberg (músic al qual Alban Berg assimilava a Reger per la estructura asimètrica del discurs musical, comparable a la prosa del discurs parlat). Així resultaven unes intuïcions atonals i politonals que anticipen l'idioma d'Hindemith i el radicalisme de certes corrents de principis del segle xx. Per tots aquests caràcters, la música de Reger tingué fama de revolucionaria, abstracta i cerebral, adjectiu aquest últim pertinent si es té en compte que molts dels seus moments més elevats es troben en les obres en que es recolza en experiències anteriors, això és, on vària temes aliens i improvisa amb ells, com en les Variacions i fuga sobre un tema de Hiller, en les sobre un tema de Mozart o en les pianístiques sobre temes de Beethoven i de Telemann, o bé en la monumental Fantasia i fuga sobre el nom de B.A.C.H. op. 46 (1900), per a orgue.
Però hi ha molta bellesa quan Reger torna sàviament a una antiga practica; per exemple, quan compon, a més de Sonates i Suites per a violin, viola o violoncel solos, algunes obres <im alten Stil> (a l'estil antic), com la Suite op. 93 per a violí i piano i el Concert a l'estil antic op. 123 (1912), inspirat segons declaració pròpia, en la forma barroca del concerto grosso; o bé en la serenata op. 95 (1906), que tant fortament impressionà al jove Prokófiev, i en la Suite romàntica op. 125 (1912), ambdues per a orquestra; o en altres casos en els quals desplega tota la seva saviesa polifònic, en el seu variat repertori de cambra, sent de recordar la doble fuga del final del cinquè Quartet per a corda en Mi bemoll, op. 109 (1909), les variacions del moviment central del Trio per a cordes en Re menor op. 141 (1915), o les del final de la sisena Sonata per a violí en Mi menor op. 122 (1911), o les del Quintet per a clarinet i corda en La major op. 146 (1915/16). En aquesta última pàgina sembla simbolitzar-se el comiat de Reger de la vida i de l'art, amb un gènere musical tant favorable pels processos d'evolució i per les anàlisis profundes de les essències temàtiques.

## Un romàntic destructor de la seva època
No és veritat que en la producció de Reger el romanticisme s'extingeix en la música absoluta. Per exemple, en el nodrit inventari per a obres per a piano, les Aquarellen op. 25 (1898), les Peces fantàstiques op. 26, les Peces característiques op. 32, els sis Intermezzi op. 45 (1900), les Silhouetten op. 53, les Humorístiques op. 20, les Burlesques i les Peces pintoresques per a piano a quatre mans (1899-1901), però sobre tot les quatre sèries Aus meinem Tagebuch op. 84 (1904-1912) i els últims Träume am Kamin op. 143 (1915), evoquen accents romàntics que van des de la tradició intimista de Schumann, Chopin i Brahms fins als aspectes menors de gènere costumista, i fins i tot de saló (per exemple, la improvisació vers Al bell Danubi blau de Strauss), i són bessones amb els aforismes neoclàssics de les quatre Sonatines op. 89 (1905-1908).
En totes aquestes obres breus s'acata amb devoció la missió del crepusclelarisme, que resulta evident per la continua modulació de tons i de temes. ara tendres i irònics, ara populatxers o dramàtics, com impulsats per sotracs sentimentals sobtats i imprevisibles. En aquestes composicions, com en la igualment copiosa producció vocal (més de 200 peces, entre elles diverses sèries de Geistliche Lieder) i coral. (16 Tantum ergo, 16 Marienlieder, Motets i Cors a capella), l'<homo faber>, el fort restaurador de la tradició germànica, cedeix a accents crepusculars i populars, en els quals el lirisme de la millor línia alemanya es mescla amb clares entonacions folklòriques. En canvi, en les obres orquestrals i simfònic-corals, el centre de la seva inspiració és l'enfrontament, inquiet i fecund, entre l'antic i el modern. Les obres corals (el Salm C; Die Nonen; Der Einsiedler de Eichendorff, el Rèquiem de F. Hebbel i, sobre tot, l'extensa cantata An die Hoffnung op. 124, amb text d'F. Hölderlin són fidels a la tradició que es forjà entre F. Schubert i J. Brahms, orientant-se envers la densitat expressiva de G. Mahler.
Per altra banda, en les obres orquestrals alterna la vitalitat del mòdul clàssic (en la Sinfonietta en La menorop. 90, la Serenata en Sol op. 95, les Variacions sobre un tema de Hiller i de Mozart, la Suite romàntica op. 125 i el barroquitzant Konzert im alten Stil op. 123) amb les rèmores post-romàntiques (en els dos imponents Concerts per a violí i per a piano i orquestra, op. 101 i 114), no exemptes de diverses temptacions i saludables suggeriments programàtics i descriptius, a mig camí entre els lluminosos plantejaments impressionistes i les obscures ambientacions expressionistes. Exemples d'això últim són, per una banda, la Lustpielouverture op. 120 i la deliciosa Ballettsuite op. 108 i els quatre vivaços Tondichtungen nach Böcklin op. 128 (1913), poemes inspirats en quadres del pintor suís, artista que congeniava de manera especial amb Reger, pel seu clima clàssic entès amb arreglo a unes solucions abstractes, com s'adverteixen en la seva cèlebre pintura L'illa dels morts, que també inspirà una obra a Reger. En aquestes últimes composicions simfòniques en les quals Reger fa les incursions més inquietes i fructíferes del món musical del seu temps, demostrant ser un dels destructors més subtils de l'època, en la qual els distints ecos i préstecs passaven a convertir-se en neologismes.

## Obra
Durant una vida creativa de poc més de 20 anys, Reger va produir una gran quantitat d'obres en tots el gèneres (amb l'excepció de l'òpera), quasi sempre emprant formes abstractes, encara que molt poques d'elles són conegudes avui dia. Moltes de les seues obres són en forma de fuga o variacions, incloent-hi la que probablement és la seua obra més popular Variacions i Fuga sobre un tema de Mozart (basada en el tema inicial de la Sonata per a piano, K. 331 de Wolfgang Amadeus Mozart. També va deixar una gran quantitat d'obres per a orgue, incloent-hi la Fantasia i fuga sobre BACH (aquesta peça, basada en el Motiu BACH es considera una de les més difícils del repertori de l'instrument). Va sentir-se particularment atret per la forma fugada durant tota la seua vida, fins i tot declarant: "Altres componen Fugues - Jo visc en elles.
Va ser un ferm abanderat de la música absoluta i es veia a si mateix com a part de la tradició musical de Ludwig van Beethoven i Johannes Brahms. La seua obra combina sovint les estructures clàssiques d'aquests compositors amb les harmonies esteses de Franz Liszt i Richard Wagner i el complex contrapunt de Johann Sebastian Bach. La seua música per a orgue, també influïda per Liszt, és filla d'aquesta tradició. De les seues obres orquestrals, les ricament elaborades Variacions Hiller i les Variacions Mozart són les més recordades; de la música de cambra els lleugerament texturats trios s'han fet un lloc en el repertori, junt amb algunes obres per a instruments de corda sols. Les seues darreres obres per a piano o dos pianos el situen com a successor de Brahms en la tradició musical germànica. Va percaçar, de manera intensiva i fins als límits, el desenvolupament continu bramhsià i la seua modulació, sovint emprant, com Brahms, el contrapunt de Bach: l'ús de les formes fugades, les variacions i l'energia i complexitat del desenvolupament temàtic.
No es pot dir que les seues obres foren revolucionàries, ja que poden ser considerades com una conseqüència del desenvolupament de les formes clàssiques, com la fuga i el baix continu. La influència d'aquest darrer pot escoltar-se en les obres de cambra que són profundament reflexives i originals.

## Llista d'alumnes
| - Wilhelm Rettich, - Niels Otto Raasted, - Mihail Jora, - Sándor Jemnitz (1890-1963), - Franz von Hoesslin, - Hugo Holle (1890-1942), - Witold Friemann, - Gottfried Rüdinger, - Joseph Haas, - Václav Talich, - Kurt von Wolfurt, | - Edmund Schroeder, - Poppen, - Gustav Hermann Unger, - George Szell, - Rudolf Moser, - Jakob Kostakovsky - Yiu-Mei Hsiao, - Cristòfor Taltabull, - Cesare Nordio, - Grigori Abràmovitx Krein, - Fernando Liuzzi. |

## Obres

### Llista d'Opus
- Sonata per a violí no. 1, re menor, op. 1 (1890)
- Trio amb piano no. 1 per a violí, viola i piano, si menor, op. 2 (1891)
- Sonata per a violí no. 2, re major, op. 3 (1891)
- Sis Cançons, op. 4 (1891)
  - No. 1 "Gebet" (Hebbel)
  - No. 2 "Widmung" (Rückert)
  - No. 3 "Winterahnung" (Rückert)
  - No. 4 "Im April" (Geibel)
  - No. 5 "Der zerissne Grabkranz" (anònim)
  - No. 6 "Bitte" (anònim)
- Sonata per a violoncel no. 1, fa menor, op. 5 (1892)
- Tres cançons per a cor i piano, op. 6 (1892)
  - No. 1 "Trost" (Müller)
  - No. 2 "Zur Nacht" (Engel)
  - No. 3 "Abendlied" (Lenau)
- Tres peces per a orgue, op. 7 (1892)
  - No. 1 Preludi i Fuga, re major
  - No. 2 Fantasia sobre el 'Te Deum laudamus
  - No. 3 Fuga, re menor
- Cinc Cançons, op. 8 (1892)
  - No. 1 "Waldlied" (Uhli)
  - No. 2 "Tränen in Auge" (v. Wildenbruch)
  - No. 3 "Der Kornblumenstrauss" (v. Wildenbruch)
  - No. 4 "Scherz" (v. Chamisso)
  - No. 5 "Bauernregel" (Uhli)
- Dotze Valsos-Capritx per a piano a quatre mans, op. 9 (1892)
  - No. 1 Allegro
  - No. 2 Presto
  - No. 3 Andante (con passione)
  - No. 4 Lento impetuoso
  - No. 5 Allegro moderato (quasi Andantino)
  - No. 6 Prestissimo
  - No. 7 Moderato
  - No. 8 Allegro non tanto
  - No. 9 Andantino
  - No. 10 Vivace
  - No. 11 Allegro scherzio
  - No. 12 Allegro impetuoso
- Vint danses alemanyes per a piano a 4 mans, op. 10 (1892)
  - No. 1 Allegretto re major
  - No. 2 sol menor 
  - No. 3 Innocente la major
  - No. 4 re menor
  - No. 5 Con anima ed scherzio mi major
  - No. 6 Allegro Do sostingut menor 
  - No. 7 Cantabile La bemoll major
  - No. 8 Appassionato fa menor
  - No. 9 Allegretto Si bemoll major
  - No. 10 Grazioso Andantino re major
  - No. 11 Impetuoso mi major
  - No. 12 Allegretto la major
  - No. 13 Andantino, ma non troppo si menor
  - No. 14 Innocente fa major
  - No. 15 Scherzio sol menor
  - No. 16 Appassionato (non allegro) fa menor
  - No. 17 Andantino La bemoll major
  - No. 18 Presto Do sostingut menor
  - No. 19 Giocoso si major 
  - No. 20 Con Bravura mi major
- Set Valsos per a piano, op. 11 (1893)
  - No. 1 Allegro ma non troppo la major
  - No. 2 Semplice Do sostingut menor
  - No. 3 Moderato re major
  - No. 4 Grazioso La bemoll major 
  - No. 5 Commodo mi major
  - No. 6 Melancolique (Lento) Fa sostingut menor 
  - No. 7 Allegro vivace la major
- Cinc Cançons, op. 12 (1893)
  - No. 1 "Friedhofgesang" (Kleinschmidt)
  - No. 2 "Das arme Vögelein" (v. Gilm)
  - No. 3 "Wenn ich's nur wüsst" (Ehlen)
  - No. 4 "Gruss" (Michaeli)
  - No. 5 "Um dich" (Kurz)
- Lose Blätter per a piano, op. 13 (1894)
  - No. 1 Petite Romance (andante) fa menor
  - No. 2 Valsette (Allegretto grazioso) La bemoll major
  - No. 3 Scherzoso (Vivace) Si bemoll major
  - No. 4 Moment Musical (Andantino) La bemoll major
  - No. 5 Petite Caprice (Allegretto) Si bemoll menor 
  - No. 6 Prélude et Fuga (Andantino (semplice) - Allegretto) fa major 
  - No. 7 Sarabie (Grave) re menor
  - No. 8 ? - ? (Largo) si menor
  - No. 9 Danse des Paysans (Commodo) la major
  - No. 10 Chant sans Paroles mi major
  - No. 11 Appassionato (Vivace) Do sostingut menor
  - No. 12 Choral (andante) re major
  - No. 13 Marcia Funebre do menor (arranjada per a orquestra per Lothar Windsperger)
  - No. 14 À la Hongroise (Allegro) fa menor
- Cinc Duets per a Soprano, viola i piano, op. 14 (1894)
  - No. 1 "Nachts" (v. Eichendorff)
  - No. 2 "Abendlied (v. Goethe)"
  - No. 3 "Sommernacht" (Saul)
  - No. 4 "Gäb's ein einzig Brünnelein (de la Toscana)"
  - No. 5 "O frage nicht" (Nawrocki)
- "Ich stehe hoch über'm See" per a baix i piano (Frau v. Lieven), op. 14b (1894)
- Deu cançons ver a mitja veu i piano, op. 15 (1894)
  - No. 1 "Glück" (v. Rohrscheidt)
  - No. 2 "Das Blatt im Buche" (Grün)
  - No. 3 "Nelken" (Storm)
  - No. 4 "Traum" (v. Eichendorff)
  - No. 5 "Das Mädchen spricht" (Prutz)
  - No. 6 "Scheiden" (Saul)
  - No. 7 "Der Schelm" (R...)
  - No. 8 "Leichtsinniger Rat" (Saul)
  - No. 9 "Verlassen hab ich mein Lieb" (Engel)
  - No. 10 "Trost" (Falke)
- Suite per a orgue no. 1, mi menor, op. 16 (1894-1895)
  - No. 1 Introducció (Grave) i Fuga (Allegro ma non tanto)
  - No. 2 Adagio assai
  - No. 3 Intermezzo (Un poco Allegro, ma non troppo) i Trio (Andantino)
  - No. 4 Passacaglia (andante)
- Aus der Jugendzeit per a piano, op. 17 (1895)
  - No. 1 Frohsinn (Allegretto) la major
  - No. 2 Hasche mich! (Grazioso) do major
  - No. 3 Ein Spielchen! (Andantino) fa major
  - No. 4 Das tote Vöglein (andante espressivo) mi menor
  - No. 5 Über Stock und Stein (Presto) re menor
  - No. 6 Was die Grossmutter erzählt (andante espressivo) sol major
  - No. 7 Ein Tänzchen (Allegro) sol menor
  - No. 8 Bange Frage (andante) la menor
  - No. 9 Weihnachtstraum (Andantino) la major (Fantasia sobre Nit de Pau)
  - No. 10 Grosses Fest (Allegro a la marcia) Si bemoll major 
  - No. 11 Abendgesang (andante con espressione) re major
  - No. 12 Fast zu keck! (Allegro vivace) fa major
  - No. 13 Frühlingslust (Vivace) do major 
  - No. 14 Kleiner Trotzkopf (Vivace) mi menor
  - No. 15 Reigen (Allegretto grazioso) sol major 
  - No. 16 Fast zu ernst! (Fughette - andante con espressione) sol menor
  - No. 17 A la Gigue (Presto assai) mi menor
  - No. 18 Nordischer Tanz (Allegretto) re major
  - No. 19 Erster Streit (Agitato) re menor
  - No. 20 Versöhnung (Cantabile) la major
- Vuit Improvisacions per a piano, op. 18 (1896)
  - No. 1 Allegretto con grazia mi major
  - No. 2 Andantino si menor
  - No. 3 Caprice (Allegro vivace) sol menor
  - No. 4 andante sepmlice re major
  - No. 5 Moderato, ma marcato do menor
  - No. 6 Allegretto con grazia Do sostingut menor
  - No. 7 Vivace assai fa major
  - No. 8 Etude brillante (Allegro con brio) do menor
- Dues Cançons Espirituals per a mitja veu i orgue, op. 19 (1898)
  - No. 1 "Passionslied"
  - No. 2 "Doch du liessest ihn im Grabe nicht"
- Cinc Humoresques per a piano, op. 20 (1898)
  - No. 1 Allegretto grazioso re major
  - No. 2 Presto - andante (con grandezza) si menor
  - No. 3 Andantino grazioso la major
  - No. 4 Prestissimo assai do major
  - No. 5 Vivace assai sol menor
- "Hymne an den Gesang" per a Cor i Orquestra/piano (Steiner), op. 21 (1898)
- Sis Valsos per a piano, op. 22 (1898)
- Quatre Cançons, op. 23 (1898)
  - No. 1 "Das Kleinste Lied" (Hamerling)
  - No. 2 "Pythia" (Ritter)
  - No. 3 "Das sterbende Kind" (Geibel)
  - No. 4 "Vom Küssen!" (Ritter)
- Sis Peces per a piano, op. 24 (1898)
  - No. 1 Valse Impromptu
  - No. 2 Menuet
  - No. 3 Rêverie Fantastique
  - No. 4 Un Moment Musical
  - No. 5 Chant de la Nuit
  - No. 6 Rhapsodie
- Aquarellen per a piano, op. 25 (1898)
- Set Peces-Fantasia per a piano, op. 26 (1898)
  - No. 1 Elegie mi menor (també en arrajament orquestral)
- Fantasia per a Orgue sobre 'Ein fest Burg ist unser Gott', op. 27 (1898)
- Sonata per a violoncel no. 2, sol menor, op. 28 (1898)
- Fantasia i Fuga per a Orgue, do menor, op. 29 (1898)
- Organ Fantasia on 'Freu dich sehr, o meine Seele', op. 30 (1898)
- Sis Poemes, op. 31 (1898)
  - No. 1 "Allein" (Ritter)
  - No. 2 "Ich glaub', lieber Schatz" (Ritter)
  - No. 3 "Unbegehrt" (Ritter)
  - No. 4 "Und hab' so grosse Sehnsucht" (Ritter)
  - No. 5 "Mein Traum" (Ritter)
  - No. 6 "Schlimme Geschichte" (Ritter)
- Set Charakterstücke per a piano, op. 32 (1898)
- Sonata per a orgue no. 1, Fa sostingut menor, op. 33 (1899)
- Cinc peces pintoresques per a piano a quatre mans, op. 34 (1899)
- Sis Cançons, op. 35 (1899)
  - No. 1 "Dein Auge" (Dahn)
  - No. 2 "Der Himmel hat ein Thärnen geweint" (Rückert)
  - No. 3 "Traum durch die Dämmerung" (Bierbaum)
  - No. 4 "Flieder" (Bierbaum)
  - No. 5 "Du liebes Auge" (Rooquette)
  - No. 6 "Wenn lichter Mondenschein" (d'Annunzio)
- Nine Bunte Blätter per a piano, op. 36 (1899)
- Cinc Cançons, op. 37 (1899)
  - No. 1 "Helle Nacht" (Verlain)
  - No. 2 "Volkslied" (Ritter)
  - No. 3 "Glückes genug" (v. Liliencron)
  - No. 4 "Frauenhaar" (Bierbaum)
  - No. 5 "Nächtliche Pfade" (Stieler)
- Set Cançons per a cor masculí, op. 38 (1899)
  - No. 1 "Ausfahrt"
  - No. 2 "Frühlingsruf"
  - No. 3 "Über die Berge"
  - No. 4 "Wie ist doch die Erde so schön!"
  - No. 5 "Frohsinn"
  - No. 6 "Abendreih'n"
  - No. 7 "Hell ins Fenster"
- Tres cançons per a cor a sis veus (SAATBB), op. 39 (1899)
  - No. 1 "Abendlied" (Plinke)
  - No. 2 "Frühlingsblick" (Lenau)
  - No. 3 "Schweigen" (Falke)
- Dues Fantasiesper a Orgue, op. 40 (1899)
  - No. 1 'Wie schön leucht' uns der Morgenstern
  - No. 2 'Straf' mich nicht in deinem Zorn
- Sonata per a violí no. 3, la major, op. 41 (1899)
- Quatre sonates per a violí sol, op. 42 (1900)
  - No. 1 re menor
  - No. 2 la major
  - No. 3 si menor
  - No. 4 sol menor
- Vuit Cançons, op. 43 (1899)
  - No. 1 "Zwischen zwei Nächte" (Falke)
  - No. 2 "Müde" (Falke)
  - No. 3 "Meinem Kinde" (Falke)
  - No. 4 "Abschied" (Wiener)
  - No. 5 "Wiegenlied" (Dehmel)
  - No. 6 "Die Betrogene spricht" (Ritter)
  - No. 7 "Mein Herz" (Wiener)
  - No. 8 "Sag es nicht" (Wiener)
- Deu petites peces per a piano, op. 44 (1900)
  - No. 1 Albumblatt
  - No. 2 Burletta
  - No. 3 Es war einmal
  - No. 4 Capriccio la menor
  - No. 5 Moment musical
  - No. 6 Scherzo
  - No. 7 Humoreske
  - No. 8 Fughette
  - No. 9 Gigue
  - No. 10 Capriccio do major
- Sis Intermezzi per a piano, op. 45 (1900)
- Organ Fantasia i Fuga sobre B-A-C-H, op. 46 (1900)
- Sis Trios per a Orgue, op. 47 (1900)
  - No. 1 Cànon
  - No. 2 Gigue
  - No. 3 Canzonetta
  - No. 4 Scherzo
  - No. 5 Siciliana
  - No. 6 Fuga
- Set Cançons, op. 48 (1900)
  - No. 1 "Hütet euch" (Geibel)
  - No. 2 "Leise Lieder" (Morgenstern)
  - No. 3 "Im arm er Liebe" (Hartleben)
  - No. 4 "Ach, Liebste, in Gedanken" (Stona)
  - No. 5 "Junge Ehe" (Ubell)
  - No. 6 "Am Dorfsee" (Wiener)
  - No. 7 "Unvergessen" (Frey)
- Dues sonates Sonatas per a viola/Clarinet, op. 49 (1900)
  - No. 1 La bemoll major
  - No. 2 Fa sostingut menor
- Dues Romances per a violí i orquestra, op. 50 (1900)
  - No. 1 sol major
  - No. 2 re major
- Dotze Cançons, op. 51 (1900)
  - No. 1 "Der Mond glüht" (Diderich)
  - No. 2 "Mägdleins Frage" (Dorr-Ljubljaschtschi)
  - No. 3 "Träume, träume, du mein süsses Leben" (Dehmel)
  - No. 4 "Geheimnis" (Evers)
  - No. 5 "Mädchenlied" (Morgenstern)
  - No. 6 "Schmied Schmerz" (Bierbaum)
  - No. 7 "Nachtgang" (Bierbaum)
  - No. 8 "Gleich einen versunkenen Melodie" (Morgenstern)
  - No. 9 "Frühlingsregen" (Morgenstern)
  - No. 10 "Verlorne Liebe" (Galli)
  - No. 11 "Frühlingsmorgen" (Müller)
  - No. 12 "Weisse Tauben" (Morgenstern)
- Tres Fantasies per a orgue, op. 52 (1900)
  - No. 1 Alle Menschen müssen sterben
  - No. 2 Wachet auf, ruft uns die Stimme
  - No. 3 Halleluja, Gott zu loben
- Set Siluetes per a piano, op. 53 (1900)
- Dos Quartets de corda, op. 54 (1901)
  - No. 1 sol menor
  - No. 2 la major
- Quinze Cançons, op. 55 (1901)
  - No. 1 "Hymnus des Hasses" (Morgenstern)
  - No. 2 "Traum" (Evers)
  - No. 3 "Der tapfere Schneider" (Falke)
  - No. 4 "Rosen" (Itzerott)
  - No. 5 "Der Narr" (v. Jacobosky)
  - No. 6 "Verklärung" (Itzerott)
  - No. 7 "Sterne" (Ritter)
  - No. 8 "Zwei Gänze" (De Capitolio)
  - No. 9 "Ein Paar" (Braungart)
  - No. 10 "Wären wir zwei klein Vögel" (Greiner)
  - No. 11 "viola d'amour" (Falke)
  - No. 12 "Nachtsegen" (Evars)
  - No. 13 "Gute Nacht" (Falke)
  - No. 14 "Allen Welten abgewit" (Stona)
  - No. 15 "Der Alte" (Falke)
- Conc Preludis i Fugues per a orgue, op. 56 (1901)
  - No. 1 mi major
  - No. 2 re menor
  - No. 3 sol major
  - No. 4 do major
  - No. 5 si menor
- Fantasia i Fuga Simfòniques per a orgue, op. 57 (1901)
- SisBurlesques per a piano a quatre mans, op. 58 (1901)
- Dotze peces per a orgue, op. 59 (1901)
  - No. 1 Prelude
  - No. 2 Pastorale
  - No. 3 Intermezzo
  - No. 4 Kanon
  - No. 5 Toccata
  - No. 6 Fuge
  - No. 7 Kyrie
  - No. 8 Gloria
  - No. 9 Benedictus
  - No. 10 Capriccio
  - No. 11 Melodia
  - No. 12 Te Deum
- Sonata per a orgue no. 2, re menor, op. 60 (1901)
  - No. 1 Improvisació
  - No. 2 Invocació
  - No. 3 Introducció i Fuga
- Peces Litúrgiques Simples per a usar en els Serveis Religiosos, op. 61 (1901)
  - Vuit versions del Tantum ergo, op. 61a
  - Quatre Versions del Tantum ergo per a Sop. Contr./Tenor Baix i orgue, op. 61b
  - Quatre Versions del Tantum ergo per a Cor a quatre veus i orgue, op. 61c
  - Vuit Marienlieder, op. 61d
  - Quatre Marienlider per a SC/TB i Organ, op. 61e
  - Quatre Marienlieder per a cor a quatre veus i orgue, op. 61f
  - Sis Trauergesänge per a Cor, op. 61g
- Setze Cançons, op. 62 (1901)
  - No. 1 "Wehe" (Boelitz)
  - No. 2 "Waldeseiligkeit" (Dehmel)
  - No. 3 "Ruhe" (Evers)
  - No. 4 "Menschen und Natur" (Baumgart)
  - No. 5 "Wir Zwei" (Falke)
  - No. 6 "Reinheit" (Boelitz)
  - No. 7 "Vor dem Sterben" (Boelitz)
  - No. 8 "Gebet" (Braungart)
  - No. 9 "Strampelchen" (v. Bluethgen)
  - No. 10 "Die Nixe" (Falke)
  - No. 11 "Fromm" (Falke)
  - No. 12 "Totensprache" (v. Jacobovsky)
  - No. 13 "Begegnung" (Mörike)
  - No. 14 "Ich schwebe" (Henkel)
  - No. 15 "Pflugerin Sorge" (Henkel)
  - No. 16 "Anmutiger Vertrag (Morgenstern)
- Monòleg per a Orgue, op. 63 (1902)
  - No. 1 Preludi do menor
  - No. 2 Fuga do major
  - No. 3 Canzona sol menor
  - No. 4 Capriccio la menor
  - No. 5 Intro fa menor
  - No. 6 Passacaglia fa menor
  - No. 7 Ave Maria
  - No. 8 Fantasia do major
  - No. 9 Toccata mi menor
  - No. 10 Fuga mi menor
  - No. 11 Cànon re major
  - No. 12 Scherzo re menor
- Quintet amb piano no. 2, do menor, op. 64 (1901-1902)
- Dotze Peces per a Orgue, op. 65 (1902)
  - No. 1 Rhapsodie
  - No. 2 Capriccio
  - No. 3 Pastorale
  - No. 4 Consolation
  - No. 5 Improvisation
  - No. 6 Fuga
  - No. 7 Preludi
  - No. 8 Fuga
  - No. 9 Canzona
  - No. 10 Scherzo
  - No. 11 Toccata
  - No. 12 Fuga
- Dotze Cançons, op. 66 (1902)
  - No. 1 "Sehnsucht" (Itzerott)
  - No. 2 "Freundliche Vision" (Bierbaum)
  - No. 3 "Aus der ferne in der Nacht" (Bierbaum)
  - No. 4 "Du bist mir gut!" (Boelitz)
  - No. 5 "Maienblüten" (v. Jacobovsky)
  - No. 6 "Die Primeln" (Hamerling)
  - No. 7 "Die Liebe" (Dehmel)
  - No. 8 "An dich" (Itzerott)
  - No. 9 "Erlöst" (Itzerott)
  - No. 10 "Morgen" (Makay)
  - No. 11 "Jetzt und immel" (Dehmel)
  - No. 12 "Kindergeschichte" (v. Jacobovsky)
- Cinquanta-dos Preludis Corals, op. 67 (1902)
  - No. 1 'Allein Gott in der Höh sei Ehr
  - No. 2 'Alles ist an Gottes Segen
  - No. 3 'Aus tiefer Not schrei ich zu dir
  - No. 4 'Aus meines Herzens Grunde
  - No. 5 'Christus, der ist mein Leben
  - No. 6 'Ein' feste Burg ist unser Gott
  - No. 7 'Dir, dir, Jehovah, will ich singen!
  - No. 8 'Erschienen ist der herrlich' Tag
  - No. 9 'Herr Jesu Christ, dich zu uns wend
  - No. 10 'Es ist das Heil uns kommen her
  - No. 11 'Freu' dich sehr, O meine Seele
  - No. 12 'Gott des Himmels und der Erden
  - No. 13 'Herr, wie du willst, so shick's mit mir
  - No. 14 'Herzlich tut mich verlangen
  - No. 15 'Jauchz, Erd, und Himmel, juble hell
  - No. 16 'Ich dank dir, lieber Herre
  - No. 17 'Ich will dich lieben, meine Stärke
  - No. 18 'Jerusalem, du hochgebaute Stadt
  - No. 19 'Jesu Leiden, Pein und Tod
  - No. 20 'Jesus, meine Zuversicht
  - No. 21 'Jesu, meine Freude
  - No. 22 'Komm, o komm, du Geist des Lebens
  - No. 23 'Lobe Gott, ihr Christen alle gleich
  - No. 24 'Lobe den Herren, dem mächtigen König
  - No. 25 'Mach's mit mir, Gott, nach deiner Güt
  - No. 26 'Meinen Jesum laß' ich nicht
  - No. 27 'Nun danket alle Gott
  - No. 28 'Nun freut euch, lieben Christen
  - No. 29 'Nun komm, der Heiden Heili
  - No. 30 'O Gott, du frommer Gott
  - No. 31 'O Jesu Christ, meines Lebens Licht
  - No. 32 'O Lamm Gottes, unschuldig
  - No. 33 'O Welt, ich muß dich lassen
  - No. 34 'Schmücke dich, o liebe Seele
  - No. 35 'Seelenbräutigam
  - No. 36 'Sollt' ich meinem Gott nicht singen?
  - No. 37 'Straf mich nicht in deinem Zorn
  - No. 38 'Valet will ich dir geben
  - No. 39 'Vater unser im Himmelreich
  - No. 40 'Vom Himmel hoch, da komm ich her
  - No. 41 'Wachet auf, ruft uns die Stimme
  - No. 42 'Von Gott will ich nicht lassen
  - No. 43 'Warum sollt' ich mich den grämen?
  - No. 44 'Was Gott tut, das ist wohlgetan
  - No. 45 'Wer nur den lieben Gott lässt walten
  - No. 46 'Wer nur den lieben Gott lässt walten
  - No. 47 'Werde munter, mein Gemüte
  - No. 48 'Wer weiß, wie nahe mir mein Ende!
  - No. 49 'Wie schön leuchtet uns der Morgenstern
  - No. 50 'Wie wohl ist mir, o Freund der Seelen
  - No. 51 'Jesus ist kommen
  - No. 52 'O wie selig
- Sis Cançons, op. 68 (1902)
  - No. 1 "Eine Seele" (v. Jacobovsky)
  - No. 2 "Unterwgs" (Boelitz)
  - No. 3 "Märchenli" (Evers)
  - No. 4 "Engelwacht" (Muth)
  - No. 5 "Nachtseele" (Evers)
  - No. 6 "An die Geliebte" (Falke)
- Deu Peces per a orgue, op. 69 (1903)
  - No. 1 Preludi mi menor
  - No. 2 Fuga mi menor
  - No. 3 Basso ostinato mi menor
  - No. 4 Moment musical re major
  - No. 5 Capriccio re menor
  - No. 6 Toccata re major
  - No. 7 Fuga re major
  - No. 8 Romance sol menor
  - No. 9 Preludi la menor
  - No. 10 Fuga la menor
- Disset Cançons, op. 70 (1903)
  - No. 1 "Präludium" (Boelitz)
  - No. 2 "Der König bei der Krönung" (Mörike)
  - No. 3 "Ritter rät dem Knappen dies" (Bierbaum)
  - No. 4 "Die bunten Kühe" (Falke)
  - No. 5 "Gruss" (Genischen)
  - No. 6 "Elternstolz" (Folk song)
  - No. 7 "Meine Seele" (Evers)
  - No. 8 "Die Verschmäte" (Falke)
  - No. 9 "Sehnsucht" (v. Jacobovsky)
  - No. 10 "Hoffnungstrost" (from East Preussia)
  - No. 11 "Gegen Abend" (Bierbaum)
  - No. 12 "Dein Bild" (v. Jacobovsky)
  - No. 13 "Mein und Dein" (Fischer)
  - No. 14 "Der Bote" (Fick)
  - No. 15 "Thränen" (Braungart)
  - No. 16 "Der durstes Erklärung" (Fick)
  - No. 17 "Sommernacht" (Evers)
- "Gesang der Verklärten" per a cor a quatre veus (SSCTB) i orquestra (Busse), op. 71 (1903)
- Sonata per a violí no. 4, do major, op. 72 (1903)
- Variacions i Fuga sobre un Tema Original per a orgue, Fa sostingut menor, op. 73 (1903)
- Quartet de corda no. 3, re menor, op. 74 (1903-1904)
- Divuit Cançons, op. 75 (1904)
  - No. 1 "Markspruch" (Weigi)
  - No. 2 "Mondnacht" (Evers)
  - No. 3 "Der Knabe an die Mutter" (Serbian)
  - No. 4 "Dämmer" (Boelitz)
  - No. 5 "Böses Weib" (16th century)
  - No. 6 "Ihr, ihr Herrlichen!" (Hlderlin)
  - No. 7 "Schlimm für die Männer" (Serbian)
  - No. 8 "Wäsche im Wind" (Falke)
  - No. 9 "All' mein gedanken, mein Herz und mein Sinn" (Dahn)
  - No. 10 "Schwäische Treue" (Seyboth)
  - No. 11 "Aeolsharfe" (Lingg)
  - No. 12 "Hat gesangt - bleibt nicht dabei" (Popular)
  - No. 13 "Das Ringlein" (v. Jacobovsky)
  - No. 14 "Schlafliedchen" (Busse)
  - No. 15 "Darum" (Seyboth)
  - No. 16 "Das febster Klang im Winde!" (Evars)
  - No. 17 "Du brachtest mir deiner Seele Trank" (Braungart)
  - No. 18 "Einsamkeit" (Goethe)
- Cançons senzilles, op. 76 (1903-1912)
  - No. 1 "Du Meines Herzens Kronelein"
  - No. 2 "Daz Iuwer Min Engel Walte"
  - No. 3 "Waldeinsamkeit"
  - No. 4 "Wenn Die Linde Bluht"
  - No. 5 "Herzenstausch"
  - No. 6 "Beim Schneewetter"
  - No. 7 "Schlecht' Wetter"
  - No. 8 "Einen Brief soll ich schreiben"
  - No. 9 "Am Brünnelle"
  - No. 10 "Warte Nur"
  - No. 11 "Mei Bua"
  - No. 12 "Mit Rosen Bestreut"
  - No. 13 "Der verliebte Jäger"
  - No. 14 "Mein Schätzelein"
  - No. 15 "Maiennacht"
  - No. 16 "Glück"
  - No. 17 "Wenn Alle Welt So Einig War"
  - No. 18 "In Einem Rosengartelein"
  - No. 19 "Hans und Grete"
  - No. 20 "Es Bluht Ein Blumlein"
  - No. 21 "Minnelied"
  - No. 22 "Des Kindes Gebet"
  - No. 23 "Zweisprach"
  - No. 24 "Abgeguckt"
  - No. 25 "Friede"
  - No. 26 "Der Schwur"
  - No. 27 "Kindeslacheln"
  - No. 28 "Die Mutter Spricht"
  - No. 29 "Schmeichelkatzchen"
  - No. 30 "Vorbeimarsch"
  - No. 31 "Gottes Segen"
  - No. 32 "Von der Liebe"
  - No. 33 "Das Wolklein"
  - No. 34 "Reiterlied"
  - No. 35 "Mittag"
  - No. 36 "Schelmenliedchen"
  - No. 37 "Heimat"
  - No. 38 "Das Mägdlein"
  - No. 39 "Abendlied"
  - No. 40 "Wunsch"
  - No. 41 "An Den Frühlingsregen"
  - No. 42 "Der Postillon"
  - No. 43 "Brunnensang"
  - No. 44 "Klein Marie"
  - No. 45 "Lutschemaulchen"
  - No. 46 "Soldatenlied"
  - No. 47 "Schlaf' Ein"
  - No. 48 "Zwei Mauschen"
  - No. 49 "Ein Tanzchen"
  - No. 50 "Knecht Ruprecht"
  - No. 51 "Die Funf Hunerchen"
  - No. 52 "Maria Wiegenlied"
  - No. 53 "Das Brüderchen"
  - No. 54 "Das Schwesterchen"
  - No. 55 "Furchthaschen"
  - No. 56 "Der Igel"
  - No. 57 "Die Bienen"
  - No. 58 "Mausefangen"
  - No. 59 "Zum Schlafen"
  - No. 60 "Der König Aus Dem Morgenli"
- Serenata no. 1 per a flauta, violí i viola, re major, op. 77a (1904)
- Trio de corda no. 1, la menor, op. 77b (1904)
- Sonata per a violoncel no. 3, fa major, op. 78 (1904)
- Deu Peces per a piano, op. 79a (1900-1904)
  - No. 1 Humoreske
  - No. 2 Humoreske
  - No. 3 Intermezzo
  - No. 4 Melodie
  - No. 5 Romanze
  - No. 6 Impromptu
  - No. 7 Impromptu
  - No. 8 Caprice
  - No. 9 Capriccio
  - No. 10 Melodie
- Preludis Corals per a orgue, op. 79b (1900-1904)
  - No. 1 'Ach Gott, verlaß mich nicht
  - No. 2 'Ein Feste Burg ist unser Gott
  - No. 3 'Herr, nun selbst den Wagen halt
  - No. 4 'Morgenglanz der Ewigkeit
  - No. 5 'Mit Fried und Freud fahr ich dahin
  - No. 6 'We weiss, wie nahe mir mein Ende
  - No. 7 'Auferstehn, ja auferstehn wirst Du
  - No. 8 'Christ ist erstien von dem Tod
  - No. 9 'Christus, Der ist mein Leben
  - No. 10 'Mit Fried und Freud fahr ich dahin
  - No. 11 'Nun danket alle Gott
  - No. 12 'Herr, nun selbst den Wagen halt
  - No. 13 'Warum solit ich mich gramen
- Vuit Cançons, op. 79c (1900-1904)
  - No. 1 "Abend" (Schäfer)
  - No. 2 "Um Mitternacht blühen die Blumen" (Stona)
  - No. 3 "Volkslied" (Itzerott)
  - No. 4 "Friede" (Huggenberger)
  - No. 5 "Auf mondbeschienen Wegen" (Huggenberger)
  - No. 6 "Die Glocke des Glücks" (Ritter)
  - No. 7 "Erinnerung" (Schäfer)
  - No. 8 "Züge" (Huggenberger)
- Suite per a violí i piano, op. 79d (1902-1904)
  - No. 1 Wiegenlied
  - No. 2 Capriccio
  - No. 3 Burla
- Dues Peces per a violoncel i piano, op. 79e (1904)
  - No. 1 Caprice
  - No. 2 Kleine Romanze
- Catorze Corals per a Cor a 4, 5 o 6 veus, op. 79f (1900-1904)
  - No. 1 "Jesu, meines Lebens Leben" (4 veus)
  - No. 2 "Auferstien" (4 veus)
  - No. 3 "Nun preiset alle" (4 veus)
  - No. 4 "Nun preiset alle" (4 veus)
  - No. 5 "Such, wer da will" (4 veus)
  - No. 6 "Ach, Gott, verlaß mich nicht" (4 veus)
  - No. 7 "Ich weiss, mein Gott" (4 veus)
  - No. 8 "Ich hab in Gottes Herz und Sinn" (5 veus)
  - No. 9 "Jesu, grosser Wunderstern" (5 veus)
  - No. 10 "Jesus soll die Losung sein" (5 veus)
  - No. 11 "Trauungsgesang"
  - No. 13 "Auferstien" (5 veus)
  - No. 14 "Gib dich zufrieden" (5 o 6 veus)
- Tres Corals per a Cor femení o infantil (1900-1904)
- Dotze peces per a orgue op. 80 (1904):
  - No. 1 Preludi mi menor
  - No. 2 Fughetta mi menor
  - No. 3 Canzonetta sol menor
  - No. 4 Gigue re menor
  - No. 5 Ave Maria Re bemoll menor
  - No. 6 Intermezzo sol menor
  - No. 7 Scherzo Fa sostingut menor
  - No. 8 Romance la menor 
  - No. 9 Perpetuum mobile fa menor
  - No. 10 Intermezzo re major
  - No. 11 Toccata la menor
  - No. 12 Fuga la menor
- Variacions i Fuga sobre un tema de Bach per a piano, op. 81 (1904)
- Aus Meine Tagebuch per a piano, op. 82 (1904-1912)
- Deu Cançons per a cor masculí, op. 83 (1904-1912)
- Sonata per a violí no. 5, Fa sostingut menor, op. 84 (1905)
- Quatre Preludis i Fugues per a orgue, op. 85 (1905)
  - No. 1 Do sostingut menor
  - No. 2 sol major
  - No. 3 fa major
  - No. 4 mi menor
- Variacions i Fuga sobre un tema de Beethoven per a dos pianos, op. 86 (1904) (també en arranjament per a orquestra, 1915)
- Dues Composicions per a violí i piano, op. 87 (1905)
  - No. 1 Albumblatt
  - No. 2 Romanze
- Quatre Cançons, op. 88 (1905)
  - No. 1 "Notturno" (Boelitz)
  - No. 2 "Stelldichein" (Hörmann)
  - No. 3 "Flötenspielerin" (Evers)
  - No. 4 "Spatz und Spätzin" (Meyere)
- Quatre Sonatines per a piano, op. 89 (1905-1908)
  - No. 1 mi menor
  - No. 2 re major
  - No. 3 fa major
  - No. 4 la menor
- Sinfonietta per a orquestra, la major, op. 90 (1904-1905)
- Set Sonates per a violí sol, op. 91 (1905)
  - No. 1 la menor
  - No. 2 re major
  - No. 3 Si bemoll major
  - No. 4 si menor
  - No. 5 mi menor
  - No. 6 sol major
  - No. 7 la menor
- Suite per a orgue no. 2, op. 92 (1905)
  - No. 1 Preludi sol menor
  - No. 2 Fuga
  - No. 3 Intermezzo si menor
  - No. 4 Basso ostinato sol menor
  - No. 5 Romanza La bemoll major
  - No. 6 Toccata sol menor
  - No. 7 Fuga sol menor
- Suite en estil antic per a violí i piano, fa major, op. 93 (1906) (també en arranjament per a orquestra, 1916)
- Sis Peces per a piano a 4 mans, op. 94 (1906)
- Serenata per a orquestra, sol major, op. 95 (1905-1906)
- Introducció, Passacaglia i Fuga per a dos pianos, si menor, op. 96 (1906)
- Quatre Cançons, op. 97 (1906)
  - No. 1 "Das Dorf" (Boelitz)
  - No. 2 "Leise, leise weht ihr Lüfte" (Brentano)
  - No. 3 "Ein Drangen ist in meinem Herzen" (St. Zweig)
  - No. 4 "Der bescheidene Schäfer" (Weisse)
- Cinc Cançons, op. 98 (1906)
  - No. 1 "Aus den Himmelsaugen" (Heine)
  - No. 2 "Der gute Rath" (Schatz)
  - No. 3 "Sonntag" (Volkslied)
  - No. 4 "Es schläft ein stiller Garten" (Hauptmann)
  - No. 5 "Sommernacht" (Triepel)
- Sis Preludis i Fugues per a piano, op. 99 (1907)
- Variacions i Fuga sobre un Tema de Johann Adam Hiller per a orquestra, mi major, op. 100 (1907)
- Concert per a violí, la major, op. 101 (1907-1908)
- Trio amb piano no. 2 per a violí, violoncel i piano, mi menor, op. 102 (1907-1908)
- Hausmusik, op. 103 (1908)
  - Suite per a violí i piano, la menor, op. 103a (1908)
    - No. 3 Aria (també en arranjament per a orquestra)

  - Dues petites Sonates per a violí i piano, op. 103b (1909)
    - No. 1 re menor
    - No. 2 la major

  - Dotze petites Peces sobre les seues pròpies cançons de l'opus 76 per a violí i piano, op. 103c
- Sis Cançons, op. 104 (1907)
  - No. 1 "Neue Fülle" (Zweig)
  - No. 2 "Warnung" (anon.)
  - No. 3 "Mutter, tote Mutter" (Hartwig)
  - No. 4 "Lied eines Mädchens" (13th century)
  - No. 5 "Das Sausewind" (Busse)
  - No. 6 "Mädchenlied" (Boelitz)
- Dues Cançons espirituals per a Mezzo/Baríton i Orgue/Harmònium/piano, op. 105 (1907)
  - No. 1 "Ich sehe Dich in tausend Bildern" (Novaris)
  - No. 2 "Meine Zeele ist still zu Gott" (Salm 62)
- Salm no. 100 per a cor i orquestra, do menor, op. 106 (1908-1909)
  -  'Jauchzet dem Herrn alle Welt!' 
  -  'Erkennet, daß der Herr Gott ist!' 
  -  'Gehet zu seinen Toren ein' 
  -  'Denn der Herr ist freundlich'
- Sonata no. 3 per a Clarinet/viola , Si bemoll major, op. 107 (1908-1909)
- Pròleg Simfònic a una tragèdia per a orquestra, la menor, op. 108 (1908)
- Quartet de corda no. 4, Mi bemoll major, op. 109 (1909)
- Tres motets a 5 veus per a cor a cappella, op. 110 (1909-1912)
  - No. 1 "Mein Odem ist swach"
  - No. 2 "Ach, Herre, Strafe mich nicht"
  - No. 3 "O Tod, wei bitter bist du"
- Tres Duets per a Soprano, Contralt i piano, op. 111a (1909)
  - No. 1 "Waldesstille" (Rafael)
  - No. 2 "Frühlingsfeier" (Steindorff)
  - No. 3 "Abendgang" (Britl)
- Tres Cançons per a cor femení a 4 veus (1909), op. 111b
- Tres Cançons per a Cor femení a 3 veus (1909), op. 111c (arranjament de l'op. 111b)
- "Les monges" per a cor i orquestra (Boelitz), op. 112 (1909)
- Quartet amb piano no. 1, re menor, op. 113 (1910)
- Concert per a piano, fa menor, op. 114 (1910)
- Episodes, 8 Peces per a piano, op. 115 (1910)
  - No. 1 andante re major
- No. 2 andante con moto
  - No. 3 Allegretto do major
  - No. 4 andante sostenuto
  - No. 5 Larghetto
  - No. 6 Vivace
  - No. 7 Vivace quasi presto
  - No. 8 Vivace
- Sonata per a violoncel no. 4, la menor, op. 116 (1910)
- Vuit Preludis i Fugues per a violí sol, op. 117 (1909-1912)
  - No. 1 si menor
  - No. 2 sol menor
  - No. 3 mi menor
  - No. 4 sol menor (Chaconne)
  - No. 5 sol major
  - No. 6 re menor
  - No. 7 la menor
  - No. 8 mi menor
- Sextet de corda per a dos violins, dues violes i dos violoncels, fa major, op. 118 (1910)
- "Die Weihe der Nacht" per a contralt, cor masculí i orquestra (Hebbel), op. 119 (1911)
- "Eine Lustspielovertüre" per a orquestra, op. 120 (1911)
- Quartet de corda no. 5, Fa sostingut menor, op. 121 (1911)
- Sonata per a violí no. 8, mi menor, op. 122 (1911)
- Concert en estil antic per a orquestra, fa major, op. 123 (1912)
- An die Hoffnung per a contralt o mezzosoprano i orquestra o piano (Hölderlin), op. 124 (1912)
- Suite romàntica per a orquestra, op. 125 (1912)
- "Römischer Triumphgesang" per a cor masculí i orquestra, op. 126 (1912)
- Introducció, Passacaglia i Fuga per a orgue, mi menor, op. 127 (1913)
- Quatre Poemes Simfònics sobre Arnold Böcklin per a orquestra, op. 128 (1913)
- Nou Peces per a orgue, op. 129 (1913)
  - No. 1 Toccata re menor
  - No. 2 Fuga re menor
  - No. 3 Canon mi menor
  - No. 4 Melodia Si bemoll major
  - No. 5 Capriccio sol menor
  - No. 6 Basso ostinato sol menor
  - No. 7 Intermezzo fa menor
  - No. 8 Preludi si menor
  - No. 9 Fuga si menor
- Suite de Ballet per a orquestra, re major, op. 130 (1913)
- Sis Preludis i Fugues per a violí sol, op. 131a (1914)
  - No. 1 la menor
  - No. 2 re menor
  - No. 3 sol major
  - No. 4 sol menor
  - No. 5 re major
  - No. 6 mi menor
- Tres Duos (Cànons i Fugues) en estil antic per a dos violins, op. 131b (1914)
- Tres Suites per a violoncel sol, op. 131c (1915)
  - No. 1 sol major
  - No. 2 re menor
  - No. 3 la menor
- Tres Suites per a viola sola, op. 131d (1915)
  - No. 1 sol menor
  - No. 2 re major
  - No. 3 mi menor
- Variacions i Fuga sobre un tema de Mozart per a orquestra, op. 132 (1914) (també en arranjament per a dos pianos, 1914)
  - Theme, andante grazioso
  - Variation I. L'istesso tempo
  - Variation II. Poco agitato
  - Variation III. Con moto
  - Variation IV. Vivace
  - Variation V. Quasi presto
  - Variation VI. Sostenuto
  - Variation VII. andante grazioso
  - Variation VIII. Molto sostenuto
  - Fuga. Allegretto grazioso
- Quartet amb piano no. 2, la menor, op. 133 (1914)
- Variacions i Fuga sobre un tema de Telemann per a piano, op. 134 (1914)
- Trenta Preludis Corals, op. 135a (1914)
- Fantasia i Fuga per a orgue, re menor, op. 135b (1916)
- Hymnus der Liebe per a baríton/contralt i orquestra, op. 136 (1914)
- Dotze Cançons espirituals amb acompanyament de piano/harmònium/orgue, op. 137 (1914)
  - No. 1 "Bitte um einen seligen Tod" (Herman. gest. 1561)
  - No. 2 "Dein Wille, Herr, geschehe!" (Eichendorff)
  - No. 3 "Uns ist geboren ein Kindlein" (Anònim)
  - No. 4 "Am Abend" (Anònim)
  - No. 5 "O Herre Gott, nimm du von mir" (Anònim)
  - No. 6 "Christ, deines Geistes Süssigkeit" (Anònim)
  - No. 7 "Grablied" (Arndt)
  - No. 8 "Morgengesang" (Alberus)
  - No. 9 "Lass dich nur nichts nicht daürn" (Flemming)
  - No. 10 "Christkindleins Wiegenlied" (Anònim)
  - No. 11 "Klage vor Gottes Leiden" (Anònim)
  - No. 12 "O Jesu Christ, wir warten dein" (Alberus)
- Vuit Cançons espirituals per a cor a 4 veus o a 8 veus, op. 138 (1914)
- Sonata per a violí no. 9, do menor, op. 139 (1915)
- Eine Vaterländishe Overture, per a orquestra, op. 140 (1914)
- Serenade per a trio de corda, op. 141a (1915)
- Trio de corda, op. 141b (1915)
- Fünf neue Kinderlieder, per a veu i piano, op. 142 (1915)
- Träume an Karnin, per a piano, op. 143 (1915)
- Zwei Gesänge, per a cor i orquestra, op. 144 (1916)
- Rèquiem, op. 144b (1916)
- Set Peces per a orgue op. 145 (1915/1916):
  - Funeral Ode
  - Psalm of Thanksgiving
  - Christmas
  - Passion
  - Easter
  - Pentecost
  - Victory Celebration
- Quintet amb clarinet op. 146 (1916)

### Obres sense número d'Opus
- Quartet de corda", re menor (1888-1889) (amb contrabaix en el moviment final)
- "Castra vetera", música incidental (1889-1890)
- "Heroide", moviment simfònic per a orquestra, re menor (1889)
- Moviment Simfònic per a orquestra, re menor (1890)
- Parts de violí per a sis Sonatines, op. 36 de Clementi (before 1895)
- Quintet amb piano, do menor (1897-1898)
- Andante Líric (Liebestraum) per a cordes (1898)
- Scherzino per a trompa i corda (1899)
- "Tantum ergo sacramentum" per a cor a 5 veus (1895)
- "Gloriabuntur in te omnes" per a cor a 4 veus (1898?)
- "Maria Himmelsfreud!" per a cor (Heuberger) (1899 or 1900)
- Tres Cançons espirituals per a Mezzosoprano/Baríton i orgue (1900/1903)
- Caprice per a violoncel i piano, la menor (1901)
- Albumblatt per a violoncel/violí i piano, Mi bemoll major (1902?)
- Tarantella per a violoncel/violí i piano, sol menor (1902?)
- Allegretto grazioso per a Flute i piano, la major (1902?)
- Preludi i Fuga per a violí, la menor (1902)
- Romanze per a violí i piano, sol major (1902)
- Petite caprice per a violí i piano, sol menor (1902)
- "Palmsonntagsmorgen" per a cor a 5 veus (Geibel) (1902)
- "Auferstien, auferstien" per a cor i orgue, la major, (1903-1905) (arr. Haas)
- Quatre Cantates (1903-1905)
  - "Vom Himmel hoch, da komm ich her"
  - "O wie selig seid ihr doch, ihr Frommen"
  - "O Haupt voll Blut und Wunden"
  - "Meinen Jesum lass ich nicht"
- "Weihegesang" per a cor i orquestra de vent (Liebmann), la major (1908)
- "Vater unser" per a cor a 12 veus (1909) (completed by Hasse)
- "Lasset uns den Herren preisen" per a cor a 5 veus (Rist) (1911?)
- Scherzo per a flauta i quartet de corda, sol menor
- "Befiehl dem Herrn deine Wege", Trauungslied per a soprano, contralt i orgue

### Obres per a orgue sense número d'Opus
- Introducció i Passacaglia en re menor (1899)
- Preludi orgue en do menor (1900)
- Variacions i Fuga sobre 'God Save the King'  (1901)
- Preludi i Fuga re menor (1902)
- Romance en la menor per a harmònium, versió d'orgue del compositor (1904)
- Preludi i Fuga Sol sostingut menor (1906)
- Preludi i Fuga Fa sostingut menor (1912)
- Preludis Corals:
  - O Traurigkeit, o Herzeleid (1893)
  - Komm, süßer Tod (1894)
  - Wer weiß, wie nahe mir mein Ende (1900)
  - Christ ist erstien von dem Tod (1901)